# Scotonycteris ophiodon
Scotonycteris ophiodon là một loài động vật có vú trong họ Dơi quạ, bộ Dơi. Loài này được Pohle mô tả năm 1943.

## Hình ảnh

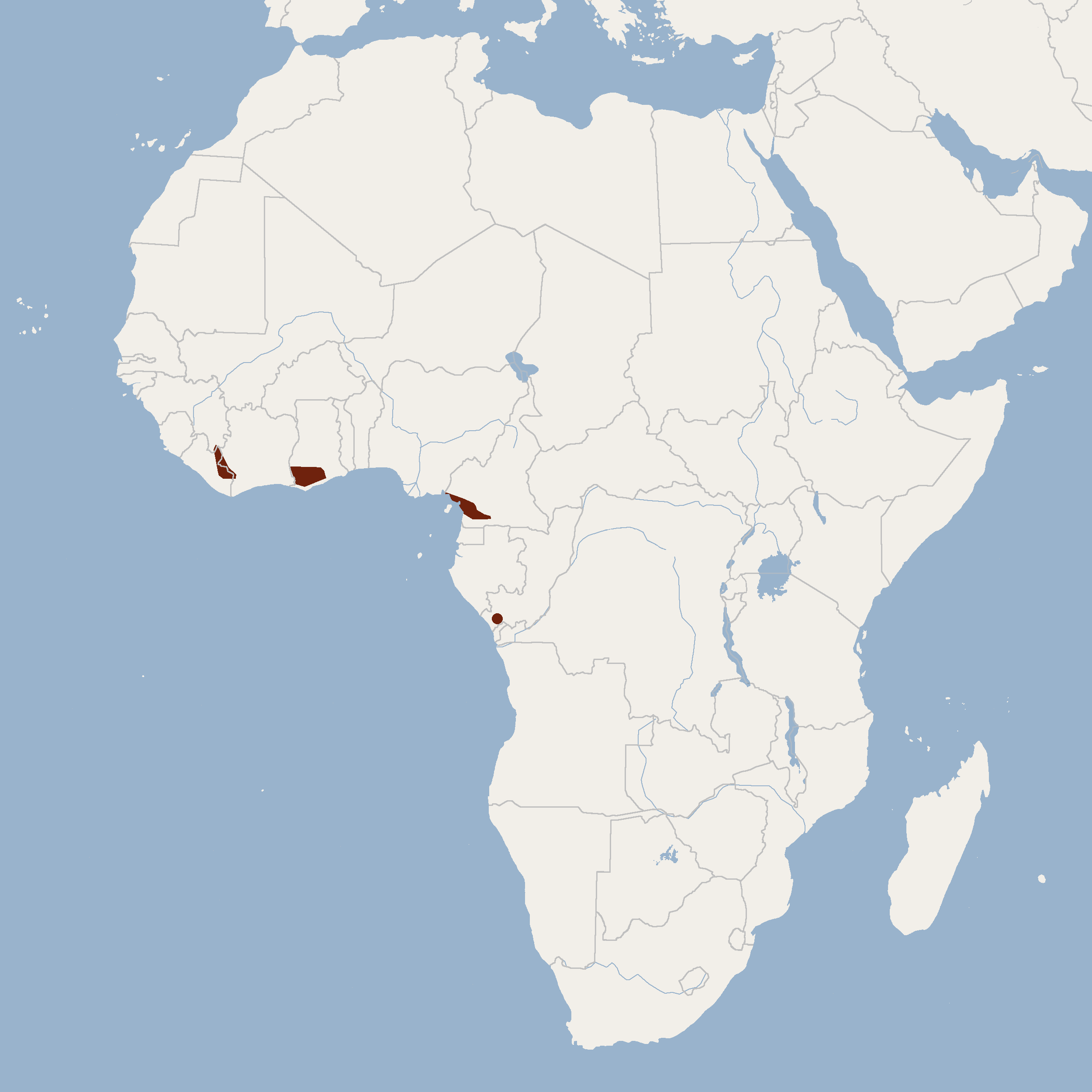